# Narcine bancroftii
Narcine bancroftii  (лат.) — вид скатов рода нарцин семейства Narcinidae отряда электрических скатов. Это хрящевые рыбы, ведущие донный образ жизни, с крупными, уплощёнными грудными и брюшными плавниками в форме диска, выраженным хвостом и двумя спинными плавниками. Они способны генерировать электрический ток. Обитают западной части Атлантического океана на глубине до 35 м. Максимальная зарегистрированная длина 47 см.

## Таксономия
Впервые вид был научно описан в 1834 году. Согласно недавно проведённой систематической ревизии из широко распространённого вида бразильская нарцина были выделены подвиды Narcine bancroftii, который обитает у побережья Северной Каролины, США, в некоторых частях Мексиканского залива, в Карибском море, на Больших и Малых Антильских островах и у северного побережья Южной Америки, и бразильская нарцина, являющаяся эндемиком юго-западной Атлантики (Бразилия, Уругвай и Аргентина). Вид назван в честь Эдварда Банкрофта (1744—1821), американского врача-натуралиста, изучавшего электрических рыб и создавшего иллюстрации, по которым было сделано их описание.

## Ареал
Narcine bancroftii обитают в западной части Атлантического океана у побережья Северной Каролины, в Мексиканском заливе, в Карибском море, на Больших и Малых Антильских островах и у северного побережья Южной Америки в водах Бразилии, Французской Гвианы, Гайаны, Суринама и Боливарианской республики Венесуэла. Эти скаты встречаются на мелководье, как правило, не глубже 35 м, однако, иногда они попадаются на глубине до 55 м.

## Описание
У этих скатов овальные и закруглённые грудные и брюшные диски и короткий хвост. Имеются два спинных плавника. У основания грудных плавников перед глазами сквозь кожу проглядывают электрические парные органы в форме почек, которые тянутся вдоль тела до конца диска. Их размер зависит от размера ската. Максимальная зарегистрированная длина 45 см, а ширина 20 см. Окраска дорсальной поверхности тела колеблется от тёмно-коричневого до красновато-оранжевого цвета. Спина покрыта тёмными кольцами неправильной формы. Вентральная поверхность белая или зеленоватая. Жаберные щели довольно короткие. От прочих электрических скатов этот вид отличается довольно длинным рылом и расстоянием от кончика рыла до глаз, которое составляет 11—13 % от общей длины. Первый и второй спинные плавники схожи по размеру. Первый спинной плавник начинается позади основания брюшных плавников. Хвостовой плавник имеет форму равнобедренного треугольника. По бокам хвостового стебля имеются кожные мембраны. Шипы в хвостовом плавнике отсутствуют.
На каждой челюсти имеется по 17—34 зубных рядов в зависимости от возраста и размера ската. Зубы оканчиваются коническими довольно тупыми остриями. Кожа мягкая, лишена чешуи или шипов.

## Биология
Narcine bancroftii являются донными рыбами, ведущими ночной образ жизни. Они способны генерировать электрический ток силой 13—37 вольт. Рацион состоит в основном из полихет и кольчатых червей. Кроме того, они поедают молодых морских змей, актиний, небольших костистых рыб и ракообразных. Они размножаются яйцеживорождением, эмбрионы вылупляются из яиц в утробе матери. В помёте 4—15 новорожденных, способных испускать электрические разряды. Беременность длится 3 месяца, возможно дольше из-за диапаузы. Самцы и самки достигают половой зрелости при длине 55,9—83,8 см и 50,8—66 см, соответственно, однако, самая маленькая беременная самка, впоследствии абортировавшая, имела длину всего 36 см. Яйцеводы самок этого вида имеют очень тонкие прозрачные стенки, которые легко рвутся.
Narcine bancroftii могут стать добычей крупных рыб, в том числе акул. В жабрах скатов этого вида могут паразитировать трематоды.

## Взаимодействие с человеком
Эти скаты не представляют интереса для коммерческого рыбного промысла, однако, в Бразилии их содержат в домашних аквариумах. Поскольку они способны нанести ощутимый электрический удар, при обращении с ними необходимо соблюдать осторожность. Иногда они попадаются в качестве прилова при коммерческом промысле креветок методом траления. Пойманных рыб чаще всего выбрасывают за борт, выживаемость у них низкая, пойманные самки абортируют. Международный союз охраны природы присвоил этому виду статус «LC».